# Linea di successione al trono di Tonga

Lo stendardo reale di Tonga.

Lo stemma della monarchia tongana.

La linea di successione al trono di Tonga è regolata dalla costituzione del 1875 e si basa sul criterio di preferenza degli eredi maschi. Le femmine possono ascendere al trono solo se non ci sono altri eredi di sesso maschile.
Questa costituzione precisa che la successione è limitata ai discendenti del re George Tupou I, primo sovrano di Tonga, attraverso suo figlio Tevita Unga. Tevita Unga era un figlio illegittimo, ma tutti gli altri figli legittimi di George Tupou I gli erano premorti.

## Linea di successione
La linea di successione al trono di Tonga è la seguente:
- Sua maestà re Tāufaʻāhau Tupou IV (1918-2006)
  -  Sua maestà re George Tupou V (1948-2012), primo figlio di Taufa'ahau Tupou IV[1]
  - L'onorevole Fatafehi 'Alaivahamama'o Tuku'aho (1954–2004), secondo figlio di Taufa'ahau Tupou IV[2]
    - Sua altezza reale Sitiveni 'Alaivahamama'o Polule'ulingana Tanusia-ma-Tonga, principe Tungi, nato nel 1990
    - L'onorevole Fatafehi Sione Ikamafana Ta'anekinga 'o Tonga Tuita, nato nel 1994
    - L'onorevole 'Etani Ha'amea Tupoulahi Tu'uakitau Ui Tu'alangi Tuku'aho, nato nel 1995
    - L'onorevole Salote Maumautaimi Haim Hadessah Ber Yardena 'Alanuanua Tuku'aho, nata nel 1991

  -  Sua maestà re Tupou VI, nato nel 1959, terzo figlio di Taufa'ahau Tupou IV e attuale sovrano di Tonga
    - 1. Sua altezza reale il principe Tupoutoʻa ʻUlukalala, nato nel 1985, primogenito del re
      - 2. Sua altezza reale il principe Taufaʻahau Manumataongo, nato nel 2013, figlio del principe ereditario
      - 3. Sua altezza reale la principessa Halaevalu Mataʻaho, nata nel 2014, figlia del principe ereditario
      - 4 Sua altezza reale la principessa Nanasipauʻu Eliana, nata nel 2018, figlia del principe ereditario
      - 5 Sua altezza reale la principessa Salote Mafile’o Pilolevu, nata nel 2021, figlia del principe ereditario

    - 6. Sua altezza reale il principe Viliami Tukuʻaho, nato nel 1988, figlio minore del re
    - 7. Sua altezza reale la principessa Angelika Lātūfuipeka, nata nel 1983, figlia del re

  - 8. Sua altezza reale la principessa Salote Mafile'o Pilolevu Tuita, Lady Tuita, nata nel 1951, figlia di Taufa'ahau Tupou IV e sorella del re
    - 9. L'onorevole Salote Lupepau'u Salamasina Purea Vahine Arii 'Oe Hau Tuita, nata nel 1977, figlia della principessa Salote
      - 10.  L'onorevole Phaedra Anaseini Tupouveihola Ikaleti Olo-'i-Fangatapu Fusituʻa, nata nel 2003, figlia di Salote

    - 11. L'onorevole Titilupe Fanetupouvava'u Tuita Tu'ivakano, nata nel 1978, figlia della principessa Salote
      - 12.  L'onorevole Simon Tu'iha'atu'unga George Ma'ulupekotofa Tu'ivakano, nato nel 2011, figlio di Titilupe
      - 13.  L'onorevole Michaela Tu'ivakano, nata nel 2012, figlia di Titilupe
      - 14.  L'onorevole Fatafehi Tu'ivakano, nata nel 2013, figlia di Titilupe

    - 15. L'onorevole Frederica Lupe'uluiva Fatafehi 'o Lapaha Tuita Filipe, nata nel 1983, figlia della principessa Salote
      - 16.  L'onorevole Latu'alaifotu'aika Fahina e Paepae Tian Tian Filipe, nato nel 2014, figlio di Frederica

    - 17. L'onorevole Lupeolo Halaevalu Moheofo Virginia Rose Tuita, nata nel 1986, figlia della principessa Salote

Legenda:
- : simbolo di un sovrano passato.
- : simbolo del sovrano regnante.